# Dante (metropolitana di Torino)
Dante è una fermata della metropolitana di Torino, aperta il 6 marzo 2011 in concomitanza con il terzo prolungamento della linea M1 (ramo da Porta Nuova al Lingotto).

## Storia
Si trova nel quartiere commerciale del centro di Torino, in Piazza Edmondo De Amicis, vicino all'incrocio con Corso Dante Alighieri e Via Nizza. A pochi passi dal Castello del Valentino e dal centro medico di Torino, compreso l'Ospedale Ortopedico CTO.

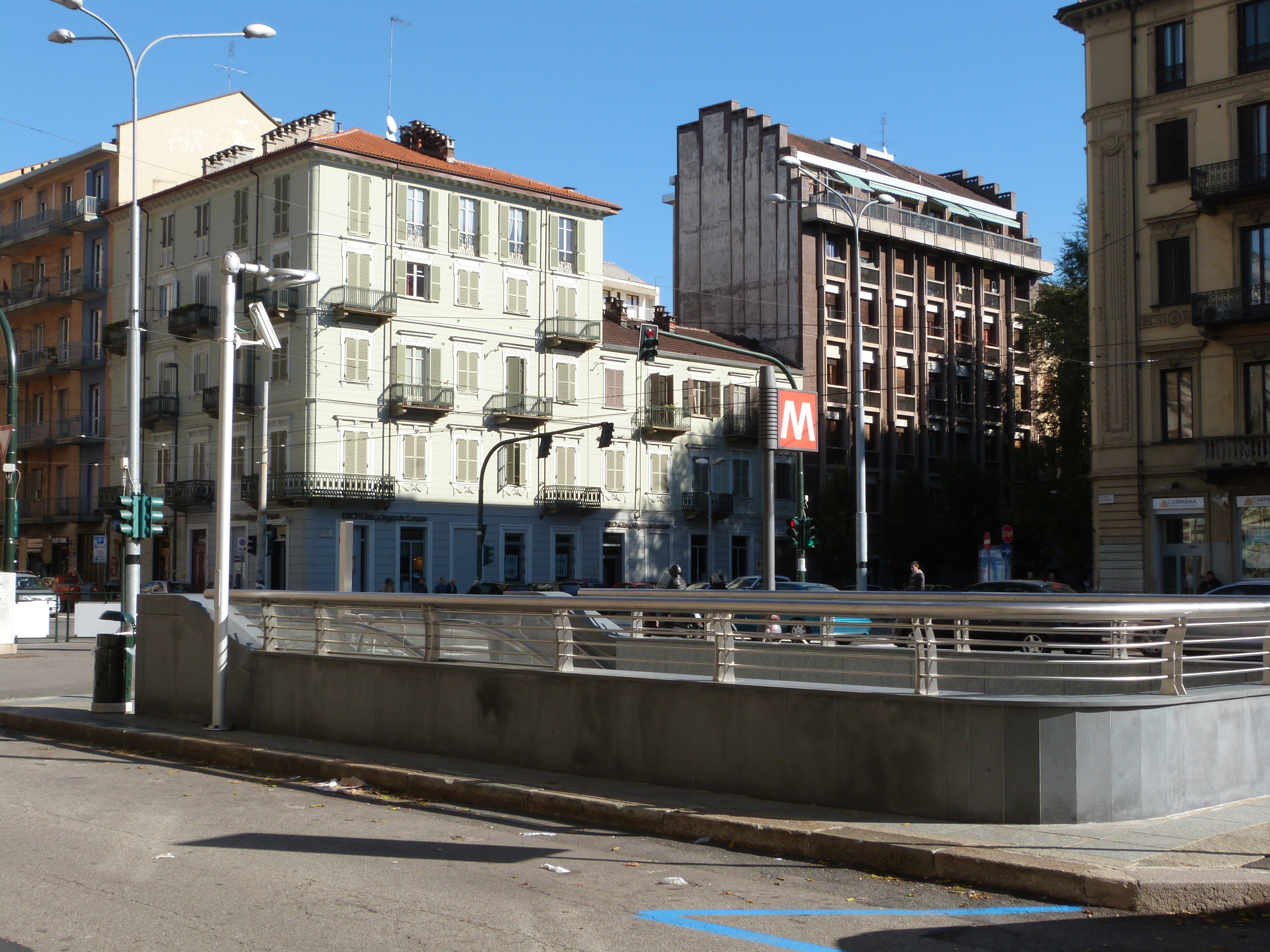
Stazione vista dal quartiere nel 2011

## Servizi
- Biglietteria automatica
- Accessibilità per portatori di handicap
- Ascensori
- Scale mobili
- Stazione video sorvegliata